# Чайка, Юрий Викторович
Юрий Викторович Чайка (27 августа 1943 — 5 марта 2016, Днепропетровск, Украина) — советский и украинский театральный режиссер, главный режиссер Днепропетровского академического театра оперы и балета. Народный артист Украинской ССР (1989).

## Биография
Родился в семье Ефановой Евдокии Михайловны и Чайки Виктора Максимильяновича, отец участник Курской битвы, погиб 04.08.1943 г., захоронен в Курской области, Томаровский р-н, с. Михайловка. 
Выпускник Новосибирского музыкального училища (по классу скрипки), Ленинградской консерватории, Киевского института театрального искусства им. И. Карпенко-Карого. Работал в Одесском оперном театре.
С 1977 года начал работать в Днепропетровском академическом театре оперы и балета, через год стал его главным режиссёром.
В творческом активе более трех десятков постановок: оперы Чайковского, Мусоргского, Рахманинова, Моцарта, Верди, Пуччини, Бизе, Лысенко, Губаренко, Билаша и многих других.
Более 25 лет возглавлял Днепропетровское межобластное отделение Национального Союза театральных деятелей Украины. Активно развивал театральное искусство в регионе.

## Награды
- Заслуженный деятель искусств УССР (1981);
- Народный артист Украинской ССР (1989);
- Почётная грамота Кабинета Министров Украины (24 сентября 1999) — за значительный вклад в развитие украинской культуры и искусства, высокий профессионализм, активное участие в организации и проведении Всеукраинского смотра народного творчества[1].
- Почётный житель города Днепропетровска (2016, посмертно)[2].